# Gimmenthalia officiosa
Gimmenthalia officiosa är en tvåvingeart som beskrevs av Jean-Baptiste Robineau-Desvoidy 1863. Gimmenthalia officiosa ingår i släktet Gimmenthalia och familjen parasitflugor.
Artens utbredningsområde är Frankrike. Inga underarter finns listade i Catalogue of Life.